# Thierry Baudet
Thierry Henri Philippe Baudet (født d. 28. januar 1983) er en hollandsk politiker som er stifter og partiformand for Forum for Demokrati, som siden 2017 har været medlem af Hollands underhus.